# Léon Faure
 (septembre 2022).
Pour les articles homonymes, voir Faure.
Léon Faure est un industriel français et conseiller scientifique de Mustafa Kemal Atatürk, né le 12 décembre 1866 à Azerat (Dordogne) et mort le 19 mars 1951.

## Biographie

### Conseiller scientifique deMustafa Kemal Atatürk, premierprésidentde laRépublique turque
Ingénieur des Arts et Métiers, Léon Faure a fait partie comme conseiller technique de Mustafa Kemal Atatürk de la commission dite « de l'alphabet », chargée de rédiger le nouvel alphabet remplaçant les lettres en caractère arabe.
Il devait également participer comme les autres conseillers français et principalement allemands, à l'établissement en Turquie des lois de séparation de l'Église et de l'État héritées de l'expérience française des lois de 1905.

### Directeur de l'École impériale des Arts et Métiers deStamboul
Léon Faure très attaché à la laïcité a beaucoup œuvré pour l’établissement d’un système éducatif laïc en Turquie. Il créa en 1880 à Pera un collège français qui comptait 180 élèves repartis dans 9 classes, deux tiers de turcs et de grecs dont de nombreux fils de fonctionnaires ottomans. Léon Faure agrandira son école à la suite du rachat du collège Françon fondé en 1896 à Kadi.
À Constantinople, il fonda le collège laïc de garçons Faure, décoré du titre prestigieux de lycée français dont voici la répartition des élèves en 1905-1906 : Catholiques français (6), Catholiques divers (7), Arméniens grégoriens (13), Grecs orthodoxes (89), Israélites (22), Musulmans (18), Protestants (3).
Les Jésuites dans la revue «Étvdes» accordèrent la première place à l'école Faure non pas en raison de son importance, mais parce qu'elle est seule de son espèce. Son caractère laïque lui valait la faveur spéciale des gouvernants turcs. Elle avait un caractère pour ainsi dire officiel et s'intitule Ecole nationale française. En fait, elle ne l'est ni plus ni moins que les autres. Les journaux français de Constantinople lui faisaient une réclame assidue.
Pendant plusieurs années, Léon Faure assura la direction de l'École impériale des Arts et Métiers de Stamboul.

### Propriétaire-exploitant des mines deZonguldaket Kabakça (Turquie)
En échange de ses services, Léon Faure obtint du Khédive puis des kémalistes, la concession des mines de Zonguldak et Kabakça (manganèse).
Propriétaire de trois navires charbonniers, il assurait le transit de marchandises entre les différents ports turcs et Hambourg.

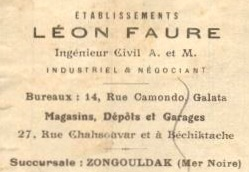
Etablissements Léon Faure et Cie à Istanbul et Zonguldak, mer noire (1917)

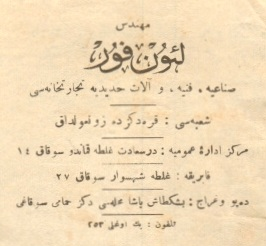
Etablissements Léon Faure et Cie à Istanbul et Zonguldak, mer noire (1917) en arabe

Léon Faure et Angelo Roncalli alors nonce apostolique à Istanbul (en), partagèrent une maison de bord de mer située sur l'ile de Büyükada (iles des Princes). Il conserva l'amitié du futur Pape Jean XXIII jusqu'à la fin de sa vie.

## Distinctions
- Officier de l'Ordre de l'Osmanié (Turquie), juin 1900
- Président de la section de Constantinople de la Société de Géographie de Paris

## Publications
- De l'industrie en Turquie par Léon Faure - Ed. Société de géographie commerciale de Paris, 1910
- Industries françaises diverses en Turquie par Léon Faure, 1907[1]

## Sources
1. ↑  mention de "Industries françaises diverses en Turquie" par L. Faure in Revue de la Société de géographie de Toulouse · 1907

- Étvdes – revue fondée en 1856 par les pères de la Compagnie de Jésus, Tome 94, janvier, février, mars 1903
- Revue économique française de la Société de géographie commerciale de Paris, 1907
- Mémoires et compte-rendu des travaux de la Société des ingénieurs civils de France, 1905